# 5-다이포스포메발론산
5-다이포스포메발론산(영어: 5-diphosphomevalonic acid) 또는 5-피로포스포메발론산(영어: 5-pyrophosphomevalonic acid)은 메발론산 경로의 대사 중간생성물이다. 5-다이포스포메발론산은 포스포메발론산 키네이스에 의해 5-포스포메발론산으로부터 생성된다.
|  |

## 같이 보기
- 메발론산
- 5-포스포메발론산
- 포스포메발론산 키네이스
- 피로포스포메발론산 탈카복실화효소